# Licht im August
Licht im August (englischer Originaltitel Light in August) ist ein 1932 erschienener Roman des US-amerikanischen Autors und Nobelpreisträgers William Faulkner.

## Handlung
Licht im August spielt wie die meisten Romane Faulkners im fiktiven Yoknapatawpha County im Bundesstaat Mississippi, in und um die Kleinstadt Jefferson. Der Höhepunkt der Handlung spielt im August, etwa in dem Jahr, in dem der Roman verfasst wurde.
Der Roman beschreibt die Schicksale mehrerer Personen, die teilweise verwoben sind und unterschiedliche Handlungsstränge im Roman bilden. Lena Grove macht sich, ledig und schwanger, von Alabama aus auf die Suche nach dem Vater ihres ungeborenen Kindes, Lucas Burch. Wegen der Namensähnlichkeit trifft sie Byron Bunch, der weiß, dass sich Burch jetzt Joe Brown nennt. Er verschweigt dies aber, weil er sich in Lena Grove verliebt hat. Eine weitere Hauptfigur ist der ehemalige Pastor Gail Hightower, der sein Amt aufgeben musste, nachdem seine Frau auf dubiose Weise ums Leben gekommen war. Er lebt zurückgezogen in Jefferson, wird jedoch häufig von Bunch besucht. Bunch sucht um Verständnis für sein Handeln, Hightower missbilligt es aber.
Die Schilderung des Lebens von Joe Christmas nimmt den breitesten Raum im Roman ein. Er arbeitet wie Burch und Bunch im Sägewerk des Ortes. Nebenher verdienen er und Burch Geld als Schwarzbrenner von Whiskey. Christmas wurde als Kind am Heiligabend an der Tür eines Waisenhauses aufgefunden. Mit fünf Jahren wird er unfreiwillig Zeuge, wie zwei Angestellte des Waisenhauses sexuell verkehren. Damit er dies nicht ausplaudert und da seine Herkunft unklar ist, wird veranlasst, dass er adoptiert wird. Sein Adoptivvater ist ein fanatischer, bigotter Christ. Christmas ist verfolgt von der Idee, schwarze Vorfahren zu haben, und fühlt sich keiner Gemeinschaft zugehörig. Er liebt die erheblich ältere Prostituierte Bobbie. Im Alter von 18 Jahren schlägt er seinen Adoptivvater nieder, wird von Bobbie nicht aufgenommen und zieht zwölf Jahre durch die Vereinigten Staaten. Schließlich lässt er sich drei Kilometer von Jefferson bei Joanna Burden nieder, die alleinstehend ist und kurz vor der Menopause steht. Er lebt in einer Hütte am Haus und hat über rund drei Jahre ein sexuelles Verhältnis mit der Frau, das sich abkühlt. Sie versucht, ihn als Nachfolger ihrer Arbeit zu gewinnen, bei der sie Schwarze berät und ihre Schulen unterstützt, wie es ihrer Familientradition entspricht. Schließlich zieht Lucas Burch zu Christmas in die Hütte. Als Burden Christmas zum Beten überreden will, ist es mutmaßlich er, der sie ersticht und fast köpft. Das Haus wird angezündet und brennt in den Stunden, als Lena Grove nach Jefferson gelangt. Christmas flieht, bevor der Mord entdeckt wird. Burch versucht, die 1000 US-Dollar Belohnung zu erhalten, die zur Ergreifung Christmas’ ausgesetzt sind. Christmas gelangt auf der Flucht in das 30 Kilometer entfernte Mottstown, wo er sich auf der Straße gefangen nehmen lässt. Dort leben seine leiblichen Großeltern, die ihm nach Jefferson nachreisen, wo Christmas im Gefängnis sitzt. Erst jetzt erfährt der Leser, dass Joe Christmas Sohn der Tochter des Ehepaars ist, die von einem Zirkusmitarbeiter schwanger wurde. Der Großvater erschoss den Vater, ließ zu, dass seine Tochter bei der Geburt starb, und brachte das Kind zum Waisenhaus. Später flüsterte er Christmas ein, dass er schwarze Vorfahren habe, obwohl dies nur auf Hörensagen beruhte.
Bunch bittet Hightower im Beisein der Großeltern Christmas’, diesem ein falsches Alibi auszustellen. Hightower lehnt dies ab, da er annimmt, dass Bunch eigene Interessen verfolgt. Das Kind von Lena Grove wird im Beisein von Christmas’ Großeltern und Hightowers geboren, wobei die Großmutter und Hightower Geburtshilfe leisten. Bunch kümmerte sich um einen Arzt und dann darum, dass Lena mit dem leiblichen Vater zusammenkommt, nachdem sie es abgelehnt hat, ihn zu heiraten. Er plant, Jefferson für immer zu verlassen, trifft aber Lucas Burch, der vor Lena Grove flüchtet, und wird von diesem verprügelt. Er nähert sich wiederum Lena Grove an. Christmas flüchtet aus dem Gefängnis, erbeutet eine Pistole und versucht, bei Hightower unterzukommen. Erst als es zu spät ist, ist Hightower bereit, Christmas zu entlasten. Es kommt aber nicht mehr dazu, da der junge Soldat Percy Grimm, der Christmas ohne Mandat des Sheriffs verfolgt hat, in Hightowers Haus eindringt, fünf Schüsse auf Christmas abgibt und den Sterbenden kastriert.
Das vorletzte Kapitel schildert das Leben Hightowers, der so in seine eigene Geschichte verstrickt ist, dass daran seine Ehe und seine Tätigkeit als Pastor scheiterten. Es geht um seinen Großvater, der im Bürgerkrieg zu den Konföderierten gehörte, wegen des Diebstahls einiger Hühner in Jefferson erschossen wurde und dessen Rückkehr Hightower täglich erwartet.
Das letzte Kapitel handelt von Lena Grove, die mit ihrem Kind und Byron Bunch Richtung Tennessee unterwegs ist. Bunchs Annäherungsversuche lehnt sie erneut ab. Trotzdem bleibt er bei ihr, während sie unbeirrt ihren Weg weitergeht.

## Aufbau und Stil
Der Roman besteht aus 21 Kapiteln, die in weitere Unterkapitel aufgeteilt sind. Insgesamt umfasst er etwa 500 Seiten.
Im Anfangs- und Schlusskapitel wird als Rahmenhandlung die Ankunft und Weiterfahrt Lena Groves geschildert.
Der Roman ist stark beeinflusst von der europäischen, literarischen Moderne, speziell von der Erzähltechnik des Bewusstseinsstroms. Die Handlung wird nicht chronologisch erzählt, sondern von zahlreichen Rückblenden durchbrochen. Die Erzählperspektive wandert zudem wiederholt von einer Person zur anderen, wodurch es Faulkner gelingt, authentische Innensichten der handelnden Personen darzustellen. Einige Geschehnisse werden aus unterschiedlichen Perspektiven geschildert und entsprechend der Überblendtechnik im Film verbunden.
Die unbewussten Gedanken der handelnden Personen werden durch Kursivschrift dargestellt, die bewussten Gedanken durch einfache Anführungsstriche. Auch die Kommasetzung folgt nicht immer den Regeln, sondern erfolgt aus übergeordneten stilistischen Gründen. Faulkner verwendet zahlreiche zusammengesetzte Adjektive, die im Englischen unüblich sind.

## Symbolik und Themen
Faulkner verwendet zahlreiche Symbole. Die 21 Kapitel entsprechen den 21 Kapiteln des Johannes-Evangeliums. Zahlreiche Motive des Evangeliums finden sich in Licht im August. So reist im ersten Kapitel Lena Grove schwanger, mit wenigen Habseligkeiten und ohne Obdach wie Maria. Im zwölften Kapitel ist es Lucas Burch, der ähnlich Judas für einen Geldbetrag den Mann verraten will, der ihm Obdach gegeben hat. Joe Christmas, dessen Initialen dieselben wie die von Jesus Christus sind, wird ohne Gegenwehr ergriffen und von einer selbstgerechten Menschenmenge als Mörder und „Nigger“ beschimpft. Schließlich wird seine Tötung im 19. Kapitel geschildert, das im Johannes-Evangelium die Kreuzigung Jesu behandelt. Wie Jesus ist Joe Christmas bei seinem Tod 33 Jahre alt. Die Rolle des Byron Bunch ist der des Joseph vergleichbar.
Das Motiv der „Bewegung“ zieht sich ebenfalls durch den Roman. Während Hightower wartend auf seinem Stuhl sitzt und Lena Grove ruhig die Straße entlangzieht, ist Christmas ständig in Bewegung, bis er Joanna Burden kennenlernt; später flüchtet er erneut. Auch das Symbol „Holz“ kehrt in vielen Varianten wieder, bezugnehmend auf die Kreuzigung.
Mehrere Themen ziehen sich durch den Roman: religiöser Fanatismus, die Suche nach Identität in einer von Rassendenken geprägten Gesellschaft und die Isolation in dieser Gesellschaft sowie das von untergründigem Hass geprägte Verhältnis von Mann und Frau. Die meisten der dargestellten Personen sind gesellschaftlich isoliert, wegen ihrer Haltung in der Rassenfrage, ihrer eigenen Herkunft oder historischer Ereignisse, die mit der Geschichte der Südstaaten zusammenhängen. Sie sind gleichzeitig Opfer und Täter.

## Geschichte
Faulkner begann den Roman unter dem Titel The Dark House („Das dunkle Haus“) ohne festen Plan am 17. August 1931 und beendete ihn am 19. Februar 1932.
Der Roman erschien im Oktober 1932 beim New Yorker Verlag Smith & Haas. Der Titel Licht im August bezieht sich auf das besonders helle, vorherbstliche Licht einiger Augusttage in den Südstaaten.
Licht im August wurde bereits 1935 von Franz Fein ins Deutsche übersetzt und ist damit der erste Roman Faulkners, der auf Deutsch herauskam. Er erschien im Rowohlt-Verlag. Eine Neuübersetzung von Helmut Frielinghaus und Susanne Höbel erschien 2008 im selben Verlag. Bis heute gilt er als meistgelesener Roman Faulkners in Deutschland.

### Ausgaben (Auswahl)
- Light in August. Erstausgabe. Smith & Haas, New York 1932
- Light in August. Korrigierter Text. Literary Classics of the United States, 1985

- Licht im August. Übersetzt von Franz Fein. Umschlaggestaltung Heinz Kiwitz. Rowohlt, Berlin 1935
- Licht im August. Übersetzt von Helmut Frielinghaus und Susanne Höbel. Rowohlt, Reinbek 2008, ISBN 978-3-498-02068-2

## Rezeption
Licht im August gilt als einer der wichtigsten Romane Faulkners, zusammen mit den Vorgängern Schall und Wahn, Als ich im Sterben lag und Die Freistatt und dem Nachfolger Absalom, Absalom!. Alle diese Bücher spielen ebenfalls im Yoknapatawpha County.
- Im Time-Magazin wurde der Roman in die TIME 100 Best English-language Novels from 1923 to 2005 aufgenommen.[6]
- Licht im August wurde in die ZEIT-Bibliothek der 100 Bücher aufgenommen. Den Essay über den Roman und Faulkners Yoknapatawpha County verfasste Hans-Christoph Blumenberg.